# Arthroleptis mossoensis
Arthroleptis mossoensis là một loài ếch thuộc họ Arthroleptidae.
Đây là loài đặc hữu của Burundi.